# نکیتاش (لوئیزیانا)
نکیتاش (به انگلیسی: Natchitoches) شهری در ایالت لوئیزیانا کشور ایالات متحده آمریکا است که جمعیت آن در سرشماری سال ۲۰۱۰ میلادی، ۱۸٬۳۲۳ نفر بوده‌است.